# Севастополь (станция)
Севасто́поль (укр. Севастополь) — тупиковая станция Крымской железной дороги, расположенная в одноимённом городе. Вокзал станции является главным железнодорожным вокзалом города.

## История

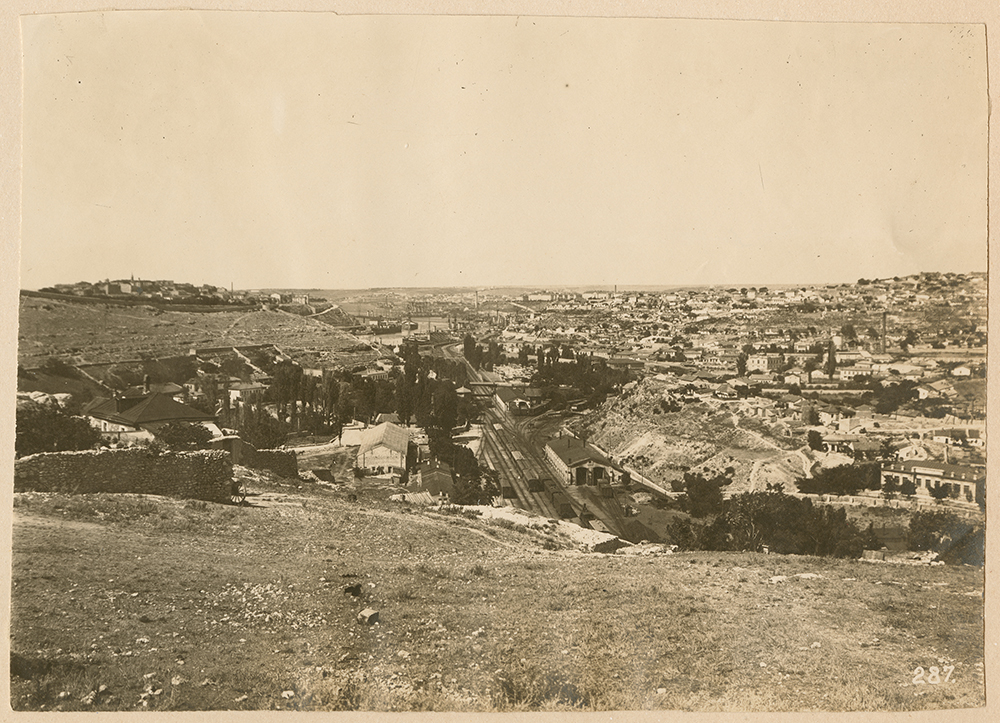
Станция и вокзал Севастополь в 1918 году

Строительство железной дороги нормальной колеи Лозовая — Севастополь началось в 1872 году на частные средства предпринимателя Петра Губонина. К 1873 году был построен и сдан в промышленную эксплуатацию участок от Лозовой до Александровска, а в 1874, — до Симферополя. 15 сентября 1875 года первый товарный поезд прибыл в город Севастополь, а через несколько дней было открыто пассажирское движение.
Для прокладки пути в горных районах Крыма, на участке от Мекензиевых гор было построено 6 тоннелей: Сухарный (331 метр), Графский (самый короткий — 125 метров), Белый (437 метров), Цыганский (самый длинный — 507 метров), Троицкий (294 метра) и Городской (228 метров). Последние два тоннеля находятся в пределах города.

## Дальнее следование
С Севастопольского вокзала отправляются поезда дальнего следования в четырех направлениях, следующие в Москва, Санкт-Петербург, Мурманск, Архангельск
Со станции Севастополь-Пассажирский регулярно отправляются 2 фирменных поезда Таврия : по маршруту «Севастополь — Москва» и по маршруту «Севастополь — Санкт-Петербург — поезд (через день). 

### Вокзал станции
Здание железнодорожного вокзала было построено около устья Южной бухты в ранее заболоченной низине, которую в течение нескольких лет засыпали грунтом (поэтому она получила название «пересыпь»).
Здание вокзала и станционные постройки сильно пострадали во время крымских землетрясений 1927 года, а в 1942 году во время Великой Отечественной войны были сильно повреждены.
В годы Великой Отечественной войны, во время штурма Севастополя в мае 1944 года здания вокзала были опорным пунктом обороны немецких войск, а после его захвата советскими частями у вокзала находился пункт сбора повреждённых машин (танков и другой техники).
Современное здание возведено в 1950 году по проекту архитектора Богоявленского с использованием части стен старого корпуса с арочными окнами, полностью реконструирована крыша, появились портики, пристроены двухэтажные боковые крылья, крышу венчает декоративная башенка. Изначально на аллее у главного входа был установлен памятник Сталину И. В., который был демонтирован в конце 1950-х годов, в рамках кампании по разоблачению культа личности. На месте монумента был обустроен небольшой фонтан.

## Пассажирское движение

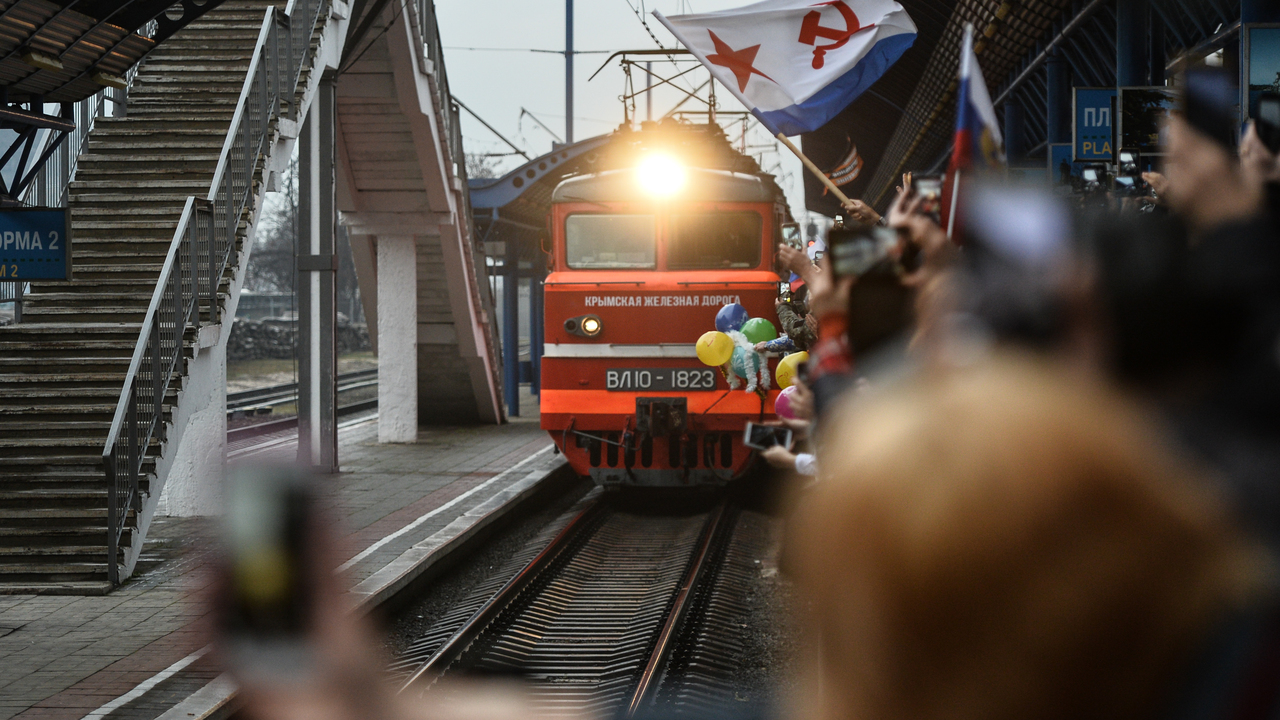
Электровоз ВЛ10-1823 с первым поездом «Таврия» курсирующим по Крымскому мосту прибывает на станцию Севастополь, 25.12.2019

По состоянию на 26 декабря 2019 года станция принимает и обрабатывает ежедневно не менее 4 пар местных электропоездов до Симферополя и одну пару фирменных поездов дальнего следования № 007А/008С «Таврия» из Санкт-Петербурга.
23 декабря 2019 года возобновлён пассажирский железнодорожный маршрут, связывающий Севастополь с Санкт-Петербургом и пролегающий теперь по Крымскому мосту. Первый поезд из Санкт-Петербурга прибыл в Севастополь 3 июня 1875 года. Перевозки по маршруту осуществляет частная транспортная компания «Гранд Сервис Экспресс» собственным подвижным составом. В советский период фирменный поезд «Нева» № 7/8 (Ленинград-Севастополь) курсировал ежедневно.

### Перевозчики и расписание
| Перевозчик                              | Дистанция                               | Расписание            |
| --------------------------------------- | --------------------------------------- | --------------------- |
| АО ТК «Гранд Сервис Экспресс»           | Дальнее следование                      | Гранд Сервис Экспресс |
| Южная пригородная пассажирская компания | Межрегиональное и пригородное сообщение | ЮППК                  |

### Основные направления
| Страна  | Пункт назначения                                |
| ------- | ----------------------------------------------- |
| Россия1 | Москва, Санкт-Петербург, Симферополь, Евпатория |

1 — В связи с распространением коронавирусной инфекции введены ограничения: некоторые поезда, следующие до станции Севастополь, могут быть временно отменены до особого указания.

## Галерея

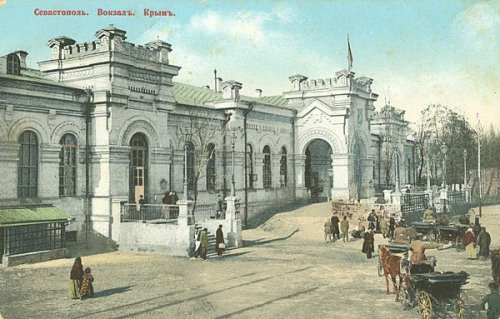
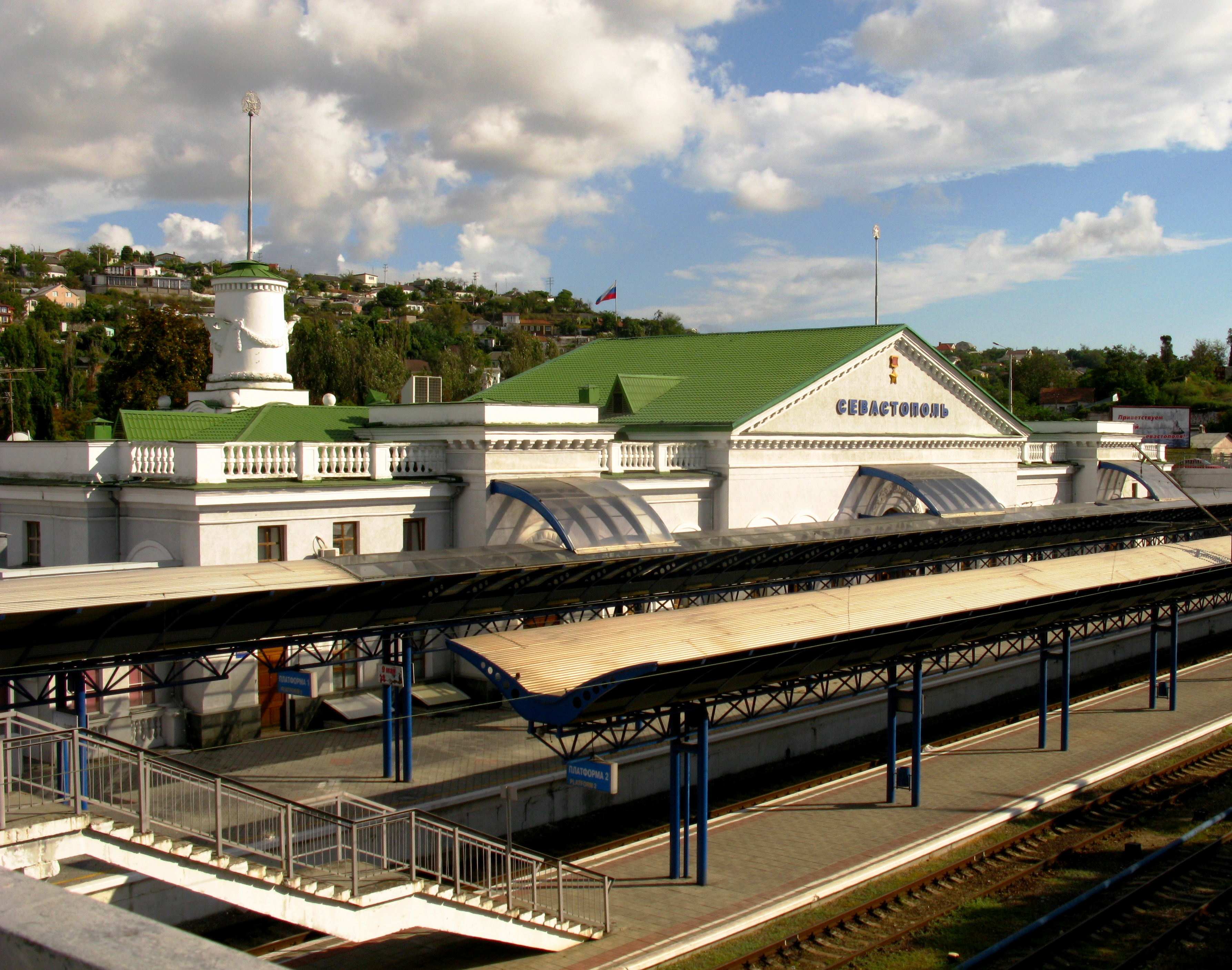
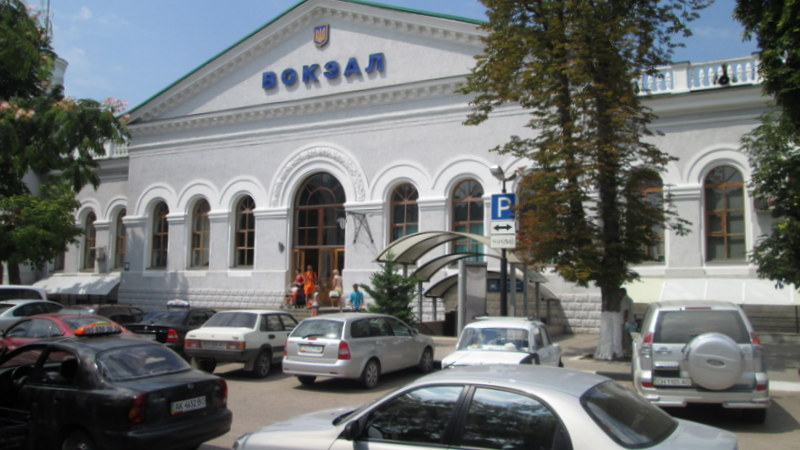
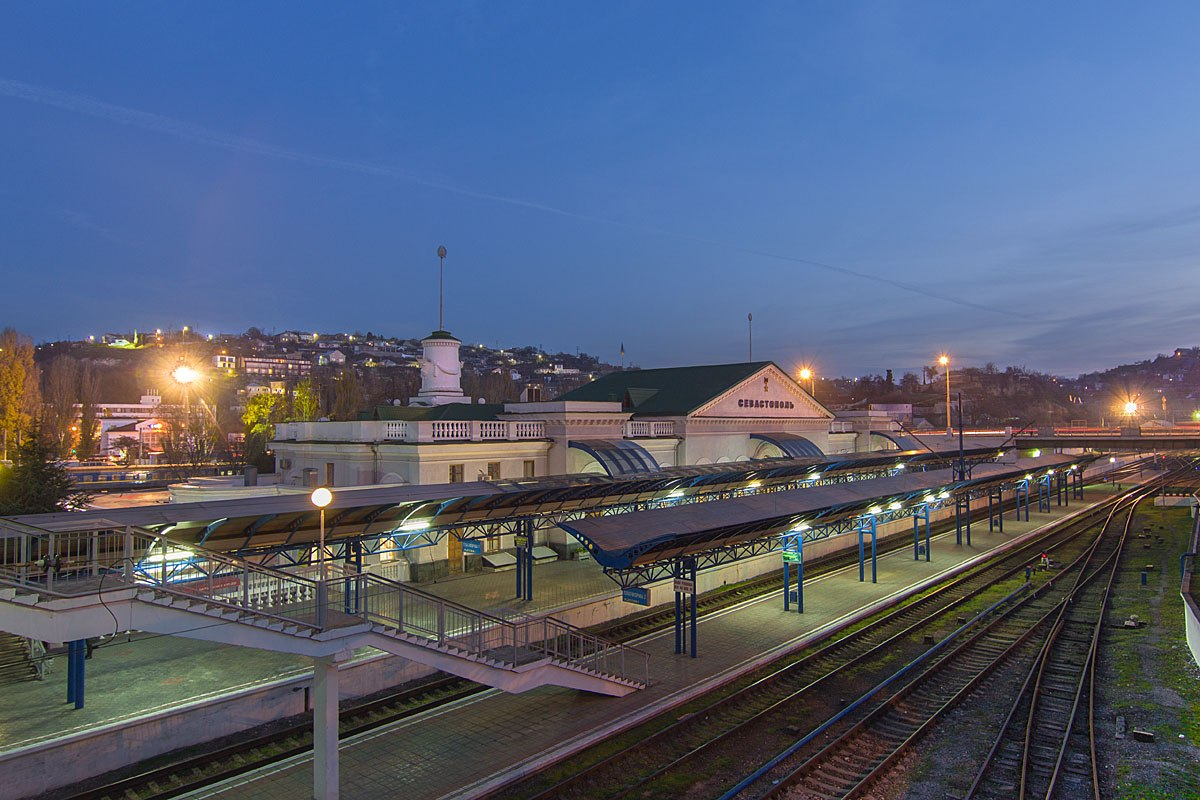

## Коммерческие операции, выполняемые на станции
- (П) — Продажа билетов на все пассажирские поезда. Приём и выдача багажа[4].